# Lippo Hertzka
Dans le nom hongrois Hertzka Lipót, le nom de famille précède le prénom, mais cet article utilise l’ordre habituel en français Lipót Hertzka, où le prénom précède le nom.
Lipót « Lippo » Hertzka, appelé aussi « Hertza », est un footballeur et entraîneur hongrois, né le 19 novembre 1904 à Budapest et mort le 14 mars 1951. Après une courte carrière de joueur, il devient un des meilleurs au poste d’entraîneur, obtenant quasiment un titre au minimum, dans chaque club par où il passe.

## Biographie
Né à Budapest, il se retrouve à jouer en Allemagne au club de Essener Turnerbund. À la suite d'un match amical, il est contacté par le club espagnol de la Real Sociedad, dans lequel il devient entraîneur, devenant ainsi le premier hongrois à entraîner une équipe espagnole. 
Après 3 saisons passées à la Real Sociedad, il part vers la ville voisine de Bilbao où il reste 2 saisons. Puis il quitte le Pays basque pour aller dans le sud, au Séville FC, club qui désire monter en première division. À l'issue de la saison 1928/29 il devient champion de deuxième Division, mais sans pour autant monter en première division.  
Puis arrive l’ère du Real Madrid, avec qui il conquiert le tout premier championnat de son histoire, lors de la saison 1931/32. Malgré ce succès, le comité directeur madrilène, présidé à l'époque par Luis Usera, décide de le remplacer par Santiago Bernabéu. Après cette mésaventure, il part à Alicante chez le Hercules, club qui joue en troisième division. Après deux saisons et un titre il se rend pour une dernière saison espagnole, à Grenade.
Il traverse ensuite la frontière vers le Portugal, où sa carrière d’entraîneur prend un véritable essor. Il s’installe tout d’abord au Benfica Lisbonne. Avec l'équipe de la capitale, il remporte en 1936, là encore, le tout premier titre du championnat portugais, qu’il défendra les deux saisons suivantes. Il quitte Benfica en juin 1939 après la défaite en Coupe du Portugal, face à l’Académica de Coimbra, club qu’il entrainera quelques années plus tard. Après avoir entraîné plusieurs autres clubs portugais (Os Belenenses , FC Porto), où il n’arrive pas à impose son jeu, celles-ci seront ses 3 plus mauvaises saisons. Il est de retour au SL Benfica en 1947, en remplacement de János Biri ; dès cette première saison, il est à deux doigts de gagner le championnat, après une lutte acharné avec le Sporting Portugal, les deux équipes finissent avec le même nombre de points, mais c’est finalement l’adversaire de toujours qui l’emporte grâce à la différence de buts.
Il se retire de l’élite du football portugais en octobre 1948, la maladie commençant à le ronger. Il aura dirigé, en 4 saisons, 170 rencontres avec le Benfica Lisbonne, obtenant 109 victoires. Il part à Montemor-o-Novo, se reposer et s’occupe de l’équipe locale, et cela jusqu’à sa mort. Club avec lequel il réalise une belle série de victoires et accumule les titres. Dès la première année, il gagne le championnat régional, puis la saison suivante il gagne le championnat de deuxième division (Zone D). Malgré cela, il ne monte pas en première division, car il n’y a pas de montée directe et le club doit passer par la « liguilha » (mini championnat entre les premiers et deuxièmes des quatre zones). L’année suivante, il mène le GUS Montemor une nouvelle fois vers la victoire, mais son décès prématuré l’empêche de voir ses joueurs, qui terminent en deuxième position de leur zone, disputer la « liguilha ».

## Statistiques

### Entraîneur
| Résultats (Championnats, Coupes) | Résultats (Championnats, Coupes) | Résultats (Championnats, Coupes) | Résultats (Championnats, Coupes) | Résultats (Championnats, Coupes) | Résultats (Championnats, Coupes) | Résultats (Championnats, Coupes) | Total       | Total   | Total      |
| Saison                           | Club                             | Pays                             | Victoires                        | Nuls                             | Défaites                         | Titres                           | % Victoires | % Nuls  | % Défaites |
| -------------------------------- | -------------------------------- | -------------------------------- | -------------------------------- | -------------------------------- | -------------------------------- | -------------------------------- | ----------- | ------- | ---------- |
| 1923-24                          | Real Sociedad                    |                                  | ?                                | ?                                | ?                                | ?                                | ?           | ?       | ?          |
| 1924-25                          | Real Sociedad                    |                                  | 1                                | 2                                | 1                                | ?                                | ?           | ?       | ?          |
| 1925-26                          | Real Sociedad                    |                                  | 4                                | 1                                | 1                                | 1                                | ?           | ?       | ?          |
| 1926-27                          | Athletic Bilbao                  |                                  | 10                               | 1                                | 4                                | ?                                | ?           | ?       | ?          |
| 1927-28                          | Athletic Bilbao                  |                                  | 11                               | 5                                | 4                                | 1                                | ?           | ?       | ?          |
| 1928-29                          | FC Séville                       |                                  | 8                                | 6                                | 4                                | 2                                | ?           | ?       | ?          |
| 1929-30                          | FC Séville                       |                                  | 3                                | 4                                | 11                               | 1                                | ?           | ?       | ?          |
| 1930-31                          | Real Madrid                      |                                  | 11                               | 5                                | 8                                | 1                                | ?           | ?       | ?          |
| 1931-32                          | Real Madrid                      |                                  | 11                               | 8                                | 1                                | 2                                | ?           | ?       | ?          |
| 1932-33                          | Hercules                         |                                  | ?                                | ?                                | ?                                | 1                                | ?           | ?       | ?          |
| 1933-34                          | Hercules                         |                                  | ?                                | ?                                | ?                                | ?                                | ?           | ?       | ?          |
| 1934-35                          | Grenade CF                       |                                  | ?                                | ?                                | ?                                | ?                                | ?           | ?       | ?          |
| 1935-36                          | SL Benfica                       |                                  | 12                               | 7                                | 6                                | 1                                | 58,07 %     | 22,58 % | 19,35 %    |
| 1936-37                          | SL Benfica                       |                                  | 21                               | 4                                | 5                                | 1                                | 70 %        | 13,33 % | 16,67 %    |
| 1937-38                          | SL Benfica                       |                                  | 20                               | 6                                | 5                                | 1                                | 64,52 %     | 19,35 % | 16,13 %    |
| 1938-39                          | SL Benfica                       |                                  | 19                               | 4                                | 8                                | 0                                | 61,29 %     | 12,90 % | 25,81 %    |
| 1939-40                          | Os Belenenses                    |                                  | 11                               | 3                                | 4                                | ?                                | ?           | ?       | ?          |
| 1940-41                          | Académica                        |                                  | 4                                | 3                                | 7                                | ?                                | ?           | ?       | ?          |
| 1941-42                          | Vila Real                        |                                  | ?                                | ?                                | ?                                | ?                                | ?           | ?       | ?          |
| 1942-43                          | FC Porto                         |                                  | 7                                | 4                                | 10                               | 1                                | ?           | ?       | ?          |
| 1943-44                          | FC Porto                         |                                  | 11                               | 4                                | 7                                | 1                                | ?           | ?       | ?          |
| 1944-45                          | FC Porto                         |                                  | 9                                | 2                                | 7                                | 1                                | ?           | ?       | ?          |
| 1945-46                          | Portimonense SC                  |                                  | 8                                | 0                                | 0                                | 1                                | ?           | ?       | ?          |
| 1946-47                          | GD Estoril-Praia                 |                                  | 16                               | 1                                | 9                                | ?                                | ?           | ?       | ?          |
| 1947-48                          | SL Benfica                       |                                  | 22                               | 3                                | 5                                | 0                                | 73,33 %     | 10 %    | 16,67 %    |
| 1948-49                          | SL Benfica                       |                                  | ?                                | ?                                | ?                                | ?                                | ?           | ?       | ?          |
| 1948-49                          | GUS Montemor                     |                                  | 13                               | 1                                | 0                                | 1                                | ?           | ?       | ?          |
| 1949-50                          | GUS Montemor                     |                                  | ?                                | ?                                | ?                                | 1                                | ?           | ?       | ?          |
| 1950-51                          | GUS Montemor                     |                                  | ?                                | ?                                | ?                                | ?                                | ?           | ?       | ?          |

## Palmarès

### En tant qu’entraîneur

#### Avec laReal Sociedad
- Vainqueur du Championnat de Gascogne de football : 1 fois (1926).

#### Avec l'Athletic Bilbao
- Vainqueur du Championnat de Gascogne de football : 1 fois (1928).

#### Avec leFC Seville
- Vainqueur du Championnat d’Espagne de Deuxième Division : 1 fois (1928-29).
- Vainqueur du Championnat d’Andalousie de football : 2 fois (1929, 1930).

#### Avec leReal Madrid
- Vainqueur du Championnat de Madrid de football : 1 fois (1931).
- Vainqueur de la Coupe Mancomunados : 2 fois (1931, et 1932).
- Vainqueur du Championnat d’Espagne de Première division : 1 fois (1931-32).

#### Avec leHercules
- Vainqueur du Championnat d’Espagne de Troisième Division : 1 fois (1932-33).

#### Avec leSL Benfica
- Vainqueur du Championnat du Portugal de première division : 3 fois (1935-36, 1936-37 et 1937-38).

#### Avec leAcadémica de Coimbra
- Vainqueur du Championnat de l'AF Coimbra : 1 fois (1940-41).

#### Avec leFC Porto
- Vainqueur du Championnat de Porto : 3 fois (1942-43, 1943-44 et 1944-45).

#### Avec leGUS Montemor
- Vainqueur du Championnat de l’Alentejo de football : 1 fois (1949).
- Vainqueur du Championnat du Portugal de deuxième division Zone D: 1 fois (1949-50).

### Honneurs
- Finaliste du Championnat de Gascogne de football en 1927 avec l’Athletic Bilbao.
- Finaliste de la Coupe d'Espagne de football en 1930 avec le Real Madrid[9].
- Vice-Champion du Championnat de Lisbonne en 1935-36, 1936-37 et 1937-38 avec le SL Benfica.
- Finaliste du Championnat du Portugal (Campeonato de Portugal) en 1937-38, avec le SL Benfica.
- Finaliste de la Coupe du Portugal en 1938-39, avec le SL Benfica.
- Finaliste de la Coupe du Portugal en 1939-40, avec Os Belenenses.
- Vice-Champion du Championnat du Portugal de Première Division en 1947-48, avec le SL Benfica.